# Gärdala
Gärdala är en by i Tjärstads socken Kinda kommun belägen mellan Rimforsa och Brokind nära gränsen till Linköpings kommun. 

## Kommunikationer
Hållplats finns vid Stångådalsbanan men saknar sedan 2003 regelbunden trafik.